# 達娜·施瓦茲
達娜·施瓦茲（1993年1月7日—）是一名美國新聞工作者、編劇和作家。她曾是《娛樂周刊》的記者，也是四本書籍的作者。她還撰寫和主持《Noble Blood》，这是一個為清晰頻道製作的關於君主制黑暗面的歷史性周播節目。

## 早期生活
施瓦茲於伊利諾州高地公園的一個猶太裔家庭長大。她在布朗大學攻讀公共政策和醫學預科課程，但其最後決定成為一名作家。她是美國總統學者獎獲得者。

## 職業生涯
在《柯南秀》和《斯蒂芬·科拜尔晚间秀》的實習結束後，施瓦茲開始她的作家生涯。
在畢業前，施瓦茲通過建立兩個模仿性的推特帳戶吸引人們的注意，「@GuyInYourMFA」模仿自命不凡有抱負的作家，「@DystopianYA」則模仿年輕的成人小說，如設定在二戰時期的《飢餓遊戲》系列，這兩個帳戶都受到讀者的歡迎。施瓦茲在推特上的成功幫助她開啟寫作以及出版事業。她在2016年被《布魯克林雜誌》評選為布魯克林文化中最具影響力的一百人之一。
在擔任《紐約觀察家報》作家時，施瓦茲給她的雇主傑瑞德·庫許納寫了一封公開信，批評他的岳父唐納·川普在其推特上發布來自反猶太主義的內容，因此庫許納也寫了一封類似的公開信作為回應。
施瓦茲是播客節目《Noble Blood》的創建者和主持人，該節目專注於歷史上王室的成員之生活中的故事。該播客在iTunes播客排行榜上首次亮相即排名第一。該系列由《Lore》的創作者亞倫·馬恩克（Aaron Mahnke）製作。
施瓦茲曾與比爾·科貝特一起上過2020年9月29日的《喬治·盧卡斯脫口秀》節目。

### 編劇
施瓦茲是Disney+漫威電視網路劇集第五集「真假女浩克」的編劇。2021年，她與蕾貝卡·麥克肯德里共同編寫《Bring It On: Cheer or Die》，這是《魅力四射》系列第七部電影，預計於2022年上映。

### 書籍
施瓦茲的第一本書《And We're Off》於2017年5月出版。《17》雜誌將其評為年度最佳書籍之一，《Vulture》雜誌將其列為2017年10本最佳YA書之一。
第二本書《Choose Your Own Disaster》於2018年6月出版。
第三本書《The White Man's Guide to White Male Writers of the Western Canon》於2019年11月出版，由@GuyInYourMFA推特帳戶人物講述，《紐約客》漫畫家傑森·亞當·卡森斯坦（Jason Adam Katzenstein）提供插圖。
第四本書《Anatomy, A Love Story》於2011年1月18日出版。該書立即成為《紐約時報》暢銷書第一名，也是獨立系列暢銷書第一名。

## 個人生活
2022年9月4日，施瓦茲與喜劇演員伊恩·卡梅爾結婚。

## 外部連結
- 官方网站
- Entertainment Weekly author page （页面存档备份，存于）